# Focke-Museum
Focke-Museum je historické muzeum města Brémy v německé spolkové zemi Svobodné hanzovní město Brémy. Moderní budova muzea spolu s budovami z 16. až 19. století nachází v 4,5ha rozlehlém parku ve čtvrti Riensberg.

## Expozice
Expozice se věnuje 1200 let staré historii města Brémy. Dále jsou ve sbírkách zastoupeny předměty průmyslového designu a bytové kultury. Další expozice představují archeologické expozice a ukazují život na venkově. Součástí muzea je i originál záchranářské lodi Paul Denker z roku 1967.